# Apol·lo Lici
La figura d'Apol·lo Lici (grec: Ἀπόλλων Λύκειος, Apollōn Lukeios) també coneguda com a Apol·lo Liceà,s'origina amb Praxíteles i és coneguda per moltes estàtues de mida completa i còpies d'estatuetes, així com per la moneda atenesa del segle i. És un tipus d'estàtua d'Apol·lo que mostra el déu descansant sobre un suport (un tronc d'arbre o un trípode), tocant l'avantbraç dret la part superior del cap i els cabells amb trenes, fixa a la part superior del cap en un tallat de cabells típic de la infància.